# Liste tschechischer Eisenbahngesellschaften
Diese Liste tschechischer Eisenbahngesellschaften enthält Unternehmen, die Eisenbahnstrecken im tschechischen Eisenbahnnetz betreiben (Eisenbahninfrastrukturunternehmen) oder auf dem Netz verkehren (Eisenbahnverkehrsunternehmen) (EVU).
Hersteller von Schienenfahrzeugen, Gleisbaufirmen und Dienstleister werden nicht aufgeführt, auch wenn sie als EVU zugelassen sind. Schwesterunternehmen werden, falls sinnvoll, zusammengefasst.
Eisenbahninfrastrukturunternehmen:
 
- Správa železnic
- SART – stavby a rekonstrukce
- PDV Railway

Eisenbahnverkehrsunternehmen:
 
- Arriva vlaky, Prag
- BF Logistics, Prag
- Bulk Transshipment Slovakia, Čierna nad Tisou
- Cargo Motion, Ostrava
- CER Slovakia, Bratislava
- ČD Cargo, Prag
- České dráhy, Prag
- DB Cargo Czechia, Ostrava
- DBV-ITL, Kolin
- Die Länderbahn, Viechtach / Ústí nad Labem
- EP Cargo, Prag
- European Train Transport and Service, Ostrava
- Gepard Express, Brünn
- GW Train Regio / GW Cargo
- HSL Logistik, Prag
- IDS Cargo, Olomouc
- Kolprem, Dąbrowa Górnicza
- KŽC Doprava, Prag
- Leo Express, Prag
- LTE Logistik a Transport, Ústí nad Labem
- Metrans, Prag
- Orlen Kolej, Danzig
- Orlen Unipetrol Doprava, Litvínov
- ODOS Cargo, Ostrava
- PKP Cargo International, Ostrava
- Prvá Slovenská železničná, Levice
- Rail Cargo Carrier, Prag
- Regiojet, Brünn
- Retrack, Česká Třebová
- RTS Rail Transport Service, Graz
- SD – Kolejová doprava, Tušimice
- Slezské zemské dráhy
- TSS Cargo, Ostrava
- Valenta Rail, Prag
- Viamont Service
- Východočeská dráha, Česká Třebová
- Wiener Lokalbahnen Cargo, Wien